# 天津经历司衙署遗址
天津经历司衙署遗址又称为原兰卍字会和天津文庙藏书阁，始建于明正统元年(1436年)，原坐落于南开区东门里经司胡同8号，2003年，天津老城厢拆除后，现址为南开区城厢东路一街区静德花园内。该建筑为重点保护等级历史风貌建筑。

## 历史
该建筑始建于明正统元年（1436年），原为天津经历司衙署大殿，经历司衙署设于明永乐年间，在当时主要管理内河漕运事项，经司胡同也因此得名。明朝天顺、万历年间，清朝康熙、乾隆年间，该建筑进行了几次修缮和增建。民国时期，慈善机构“兰卍字会”在原经司衙署的遗址上建造而成，这里在当时也作为天津文庙的藏书阁使用。中华人民共和国成立后，该建筑被辟为天津市南开区第三幼儿园。2003年，天津市人民政府在南开区老城厢改造中确定原兰卍字会为天津市历史风貌建筑并予以保留。2006年，在“2006年公开督办人大代表议案建议办理结果”的«关于依法保护老城厢文物景观确保老城津韵实施的落实情况»中，该建筑大殿原址拟由上海静安公司修缮。2009年3月25日，相关部门对“兰卍字会”开始进行整修。目前，该建筑为聚真楼私家会馆。

## 建筑特点
该建筑为砖木混合三层建筑，建筑整体中央对称，顶部为重檐歇山式屋顶，檐部出挑，建筑正面每层檐下各有四根圆柱支撑，清水墙面上装饰有四扇洞窗，该建筑是一座中西合璧的建筑。